# I vinti (film 1953)
I vinti è un film a episodi del 1953 diretto da Michelangelo Antonioni.
La pellicola è stata presentata nel concorso ufficiale alla 14ª Mostra internazionale d'arte cinematografica di Venezia.
Il film, di genere drammatico, si ispira a fatti di cronaca dove alcuni giovani si sono resi protagonisti di omicidi e furti. La pellicola è suddivisa in tre episodi girati in tre lingue diverse.

## Trama

### Episodio francese
Due fratelli pianificano l'assassinio di un loro amico, Pierre, per derubarlo del denaro che spesso si vanta di avere e poi fuggire in Algeria. Dopo l'omicidio, però, scoprono che i soldi erano falsi. In realtà Pierre non muore subito e può raccontare l'accaduto. Il padre di André, il fratello che ha sparato, lo convince a costituirsi alla polizia.

### Episodio italiano
Claudio, giovane di buona famiglia, fa il contrabbandiere di sigarette solo per concedersi qualche lusso. Una notte, per sfuggire dalla Guardia di Finanza, uccide un uomo e rimane a sua volta ferito in una brutta caduta; la ferita lo porterà alla morte il giorno dopo, lasciando la famiglia sgomenta e incredula.

### Episodio inglese

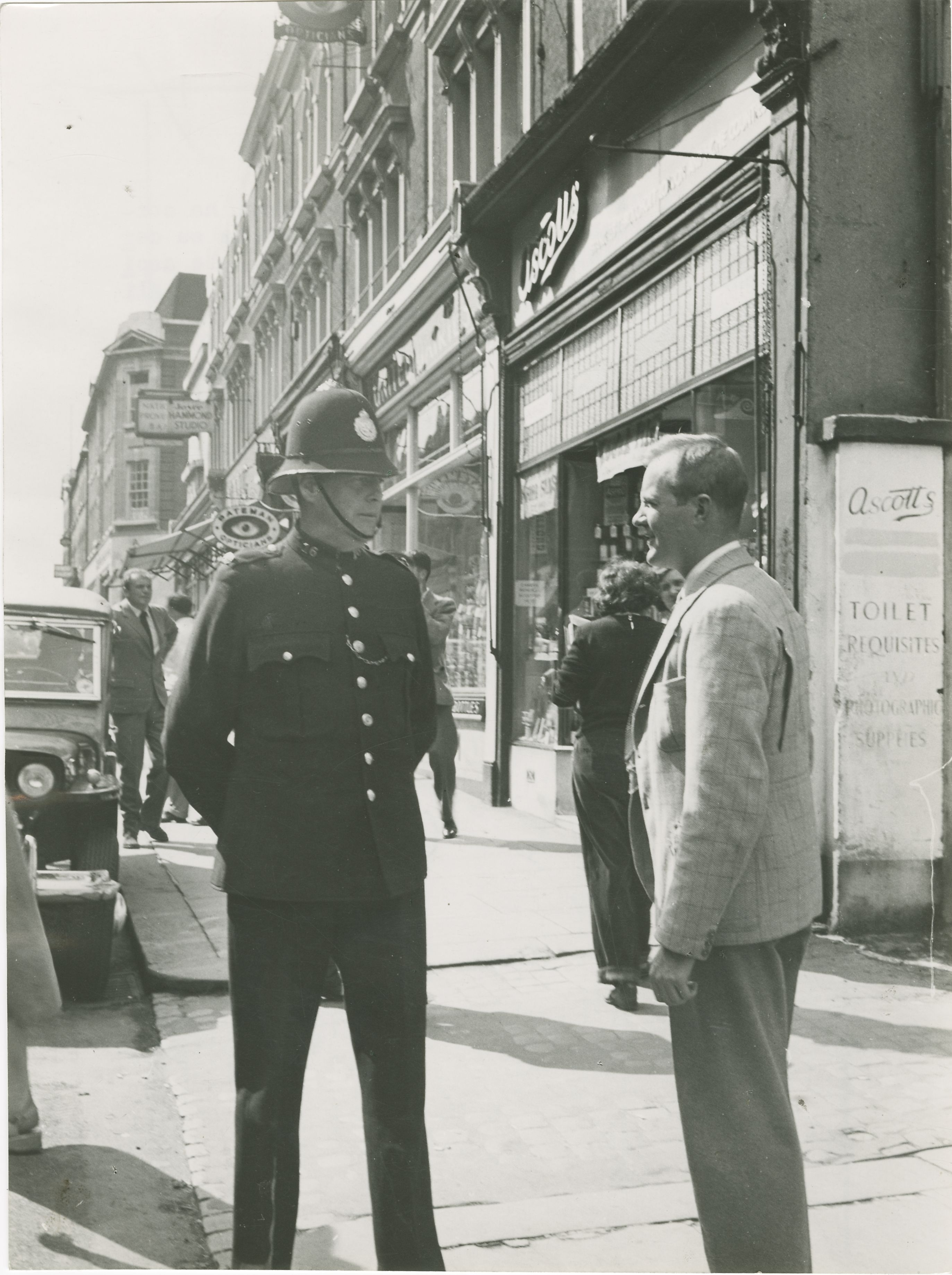
Peter Reynolds (a destra) in una scena dell'episodio inglese

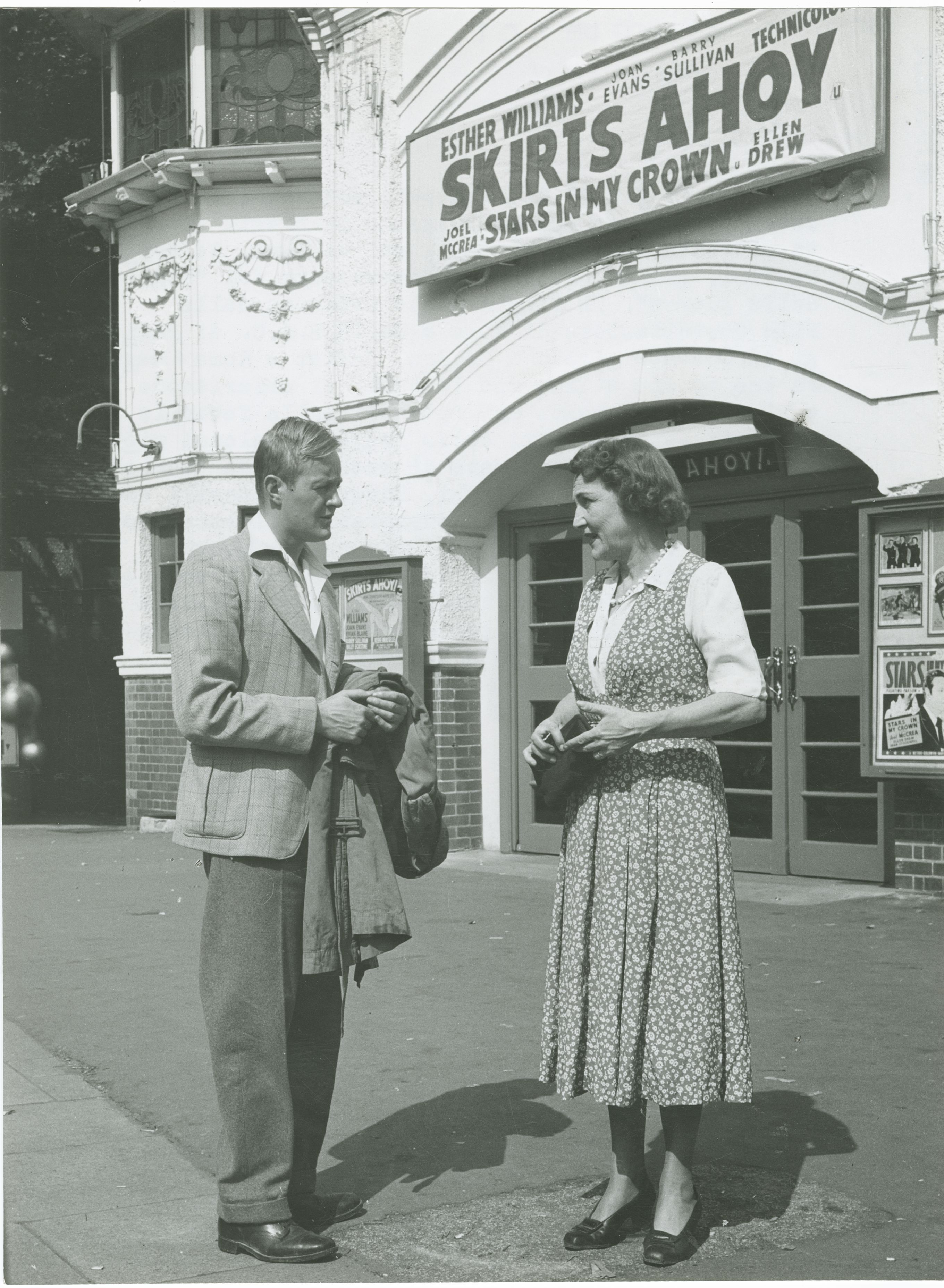
Peter Reynolds e Fay Compton dinanzi al Picture Theatre in Cheam Road a Londra durante una scena dell'episodio inglese

Aubrey, un giovane aspirante poeta, telefona a un giornale dicendo di aver trovato il cadavere di una donna. Propone di rivelarne l'ubicazione dietro ricompensa, chiedendo anche di poter scrivere egli stesso l'articolo sul fatto e che la sua foto venga messa in prima pagina. Dopo qualche giorno, in cerca di ulteriore fama, confessa di essere stato l'autore dell'omicidio e di aver creduto di aver compiuto un delitto perfetto e quindi di potersi scagionare facilmente; invece vengono trovate le prove della sua colpevolezza e il giovane viene condannato a morte.

## Produzione
Alla realizzazione del film partecipò anche Francesco Rosi come aiuto regista.

## Distribuzione

### Censura
L'episodio inglese venne pesantemente modificato dalla censura italiana. Nel 1962 venne rieditato ne Il fiore e la violenza, un altro film a episodi, con il titolo Il delitto. L'episodio francese in patria ebbe problemi con la censura e il film non fu distribuito fino al 1963.